# III. Fülöp navarrai király

III. Fülöp címere

Fülöp (?, 1306. március 27. –‎ Jerez de la Frontera, 1343. szeptember 16.), Évreux grófja, Lajosnak (1276 – 1319), Évreux grófjának, IV. (Szép) Fülöp francia (I. Fülöp navarrai) király féltestvérének a fia, a Capet-házból származó, III. (Merész) Fülöp francia királynak az unokája. Fülöp feleségül vette rokonát, a Capet-házból származó Johannát (1311 – 1349), I. Lajos (1289 – 1316) navarrai (X. (Civakodó) Lajos) francia királynak a lányát. 1328-ban a Capet-ház főága kihalt, Franciaország koronája a Capet-ház oldalágának, a Valois-háznak a birtokába került, a királyság Nagytanácsa pedig úgy döntött, hogy a Navarrai Királyság Johanna törvényes öröksége. A Capet-ház férfiágának kihalása miatt a Navarrai Királyság székhelyén, Pamplonában működő rendi gyűlés, a Cortes is úgy határozott, hogy Johannát és Fülöpöt kérik fel Navarra uralkodóinak. Így lett Johanna II. Johanna néven navarrai királynő (1328 – 1349), a férje pedig III. Fülöp néven navarrai király (1328 – 1343), ő az első navarrai uralkodó az Évreux-házból.
II. Johanna és III. Fülöp trónra lépésével Navarra uralkodójának személye elvált Franciaország uralkodójának személyétől. A királyi pár óriási energiával látott neki a hosszabb időn keresztül kormányzók (helytartók) útján irányított királyság újjászervezésének, az államszervezetet korszerűsítették, és kiegyensúlyozott kapcsolatokra törekedtek a Navarrára fenekedő két hatalmas szomszéddal, Kasztíliával és Aragóniával. Ennek jegyében III. Fülöp részt vett Kasztília oldalán egy mórok elleni hadjáratban, amelynek során halálos sebet kapott (1343). Ettől kezdve a haláláig (1349) II. Johanna egyedül uralkodott, amíg egy franciaországi útján, az ekkor dúló nagy európai pestisjárvány miatt kapott megbetegedésben meghalt.
II. Johanna és III. Fülöp utóda a fiuk, Károly (1332–1387) lett, II. (Gonosz, Rossz) Károly (1349–1387) navarrai király.

## Külső hivatkozások
- https://web.archive.org/web/20110608185221/http://www.ctv.es/USERS/sagastibelza/navarra/reyes_navarra/
- http://www.homar.org/genealog/
- https://web.archive.org/web/20080202123946/http://www.genealogie-mittelalter.de/